# Ananias, filho de Nedebaios
Ananias filho de Nedebaios (Flávio Josefo em sua obra Flávio Josefo, xx. 5. 2, o chama de "Ananias ben Nebedeus") foi um sumo sacerdote, que presidiu durante o julgamento de Paulo em Jerusalém e Cesareia segundo os Atos dos Apóstolos (Atos 23 e 24). Ele oficiou como sumo sacerdote em cerca de 47 a 52. Quadrato, governador da Síria, acusou-o de ser responsável por atos de violência. Ele foi enviado a Roma para julgamento (AD 52), mas foi absolvido pelo imperador Cláudio.
Por ser amigo dos romanos, foi assassinado no início da Primeira guerra judaico-romana. Seu filho Eliezar ben Hanania foi um dos líderes da Grande Revolta da Judéia.